# 지터벅

지터벅(jitterbug)은 스윙댄스를 설명하기 위해 사용하는 일반화된 용어이다. 린디홉 댄스와 동의어로 사용되기도 하지만 자이브, 동부해안스윙, 발보아, 기타 스윙 댄스의 요소들을 포함할 수 있다.
스윙 댄스는 20세기 초 뉴욕의 아프리카계 미국인 커뮤니티에서 기원하였다. 많은 수의 나이트클럽은 인종 분리로 인해 백인 전용 또는 흑인 전용 정책을 따랐지만 할렘의 사보이 볼룸은 무차별 정책을 취했기 때문에 백인과 흑인이 함께 춤을 출 수 있었고 린디홉 댄스가 확산되었다. 지터벅이라는 용어는 흑인 지지자들이 원래 린디홉을 춤추기 시작한 백인을 조롱하기 위해 사용한 단어였으나 탈선적인 버전이 유행하면서 부정적인 의미는 빠르게 소실되었다.

## 같이 보기
- 린디홉